# Pixel mort

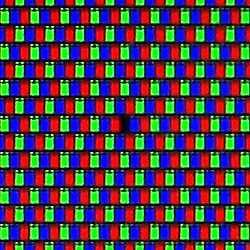
Un sous-pixel mort (en noir) est visible au centre

Un pixel mort est un pixel défaillant n'affichant plus ou étant bloqué en permanence sur une même couleur. Généralement, la présence de pixel mort est un argument en faveur de l'application de la garantie du matériel défectueux lorsque leur nombre atteint un seuil fixé par le constructeur. Certains constructeurs et revendeurs offrent une garantie zéro pixel défectueux (norme Iso 13406-02 classe I).
Un pixel mort peut être noir, vert, violet, rouge ou blanc en fonction de la couleur affichée lors du blocage. Il est possible, dans certains cas, d'éliminer les pixels morts à l'aide de logiciels spécialisés dans l'affichage des couleurs primaires.